# Комарник (Румыния)
Комарник (рум. Comarnic) — город в Румынии в составе жудеца Прахова. Действует железнодорожная станция Комарник.

## История
Статус города коммуна Комарник получила в 1968 году.

## Население
| 1977   | 1992    | 2002    | 2011    | 2021    |
| ------ | ------- | ------- | ------- | ------- |
| 13 703 | ↗13 762 | ↘13 378 | ↘11 970 | ↘11 106 |